# Water (película de 1985)
Water (El agua que salvó a una nación en Hispanoamérica, Loca juerga tropical en España) es una película de comedia de 1985 escrita por Dick Clement y Ian Le Frenais, dirigida por Clement, y protagonizada por Michael Caine.

## Argumento
Cáscara es una isla ficticia en el mar Caribe y es ampliamente ignorada por la Corona británica y el resto del mundo. Sin embargo un día, empiezan a brotar aguas minerales de unos manantiales, lo que hace que diversos grupos políticos tengan intereses económicos en ella... esto romperá con la tranquilidad de los moradores de dicha isla.

## Reparto
| Actor            | Personaje                | Notas                                                |
| ---------------- | ------------------------ | ---------------------------------------------------- |
| Michael Caine    | Governor Baxter Thwaites |                                                      |
| Valerie Perrine  | Pamela Weintraub         |                                                      |
| Brenda Vaccaro   | Dolores Thwaites         |                                                      |
| Leonard Rossiter | Sir Malcolm Leveridge    | Última aparición en película, estrenada póstumamente |
| Billy Connolly   | Delgado Fitzhugh         |                                                      |
| Chris Tummings   | Garfield Cooper          |                                                      |
| Dennis Dugan     | Rob Waring               |                                                      |
| Fulton Mackay    | Reverendo Eric McNab     |                                                      |
| Jimmie Walker    | Jay Jay                  |                                                      |
| Dick Shawn       | Deke Halliday            |                                                      |
| Fred Gwynne      | Franklin Spender         |                                                      |
| Trevor Laird     | Pepito                   |                                                      |
| Alan Igbon       | Cuban                    |                                                      |
| Maureen Lipman   | Margaret Thatcher        |                                                      |
| Alfred Molina    | Pierre                   |                                                      |
| Bill Persky      | Director de televisión   |                                                      |
| Ruby Wax         | Ejecutivo de Spenco      |                                                      |

## Apariciones musicales
Al final de la película hace aparición la banda ficticia "The Singing Rebels" ("Los Rebeldes Cantantes") integrada, entre otros, por George Harrison, Ringo Starr y Eric Clapton. Ha sido una de las pocas veces que Harrison y Starr han aparecido juntos desde la disolución de los Beatles.